# Hexatoma (Eriocera) pannosa
Hexatoma (Eriocera) pannosa is een tweevleugelige uit de familie steltmuggen (Limoniidae). De soort komt voor in het Oriëntaals gebied.